# イゴール・ガブリエル・フルタード・ゴンジン
イゴール・ガブリエル・フルタード・ゴンジン（ポルトガル語: Igor Gabriel Furtado Gondin、2003年2月11日 - ）は、ブラジルのサッカー選手。ポジションはFW。

## 来歴
SEパルメイラスの下部組織に在籍していたが、2019年にタパジョスFCに移った。翌年夏にクルゼイロECBに期限付き移籍した。2021年7月1日にインテル・ジ・リメイラに期限付き移籍すると、同月11日に行われたカンピオナート・ブラジレイロ・セリエDで選手初出場を記録した。翌年にはAAポンチ・プレッタU-20に期限付き移籍したが、こちらではトップチームでの出場機会はなかった。
2023年3月10日にJ3リーグ・アスルクラロ沼津に期限付き移籍で加入した。同年5月3日に行われたJ3リーグ・愛媛FC戦で津久井匠海に代わって途中出場し、Jリーグ初出場を記録した。

## 個人成績
| 2021   | インテル・リメイラ |          | セリエD | 5        | 0        | -      | -      | 5        | 0        |
| 日本   | 日本               | 日本     | 日本    | リーグ戦 | リーグ戦 | 天皇杯 | 天皇杯 | 期間通算 | 期間通算 |
| 2023   | 沼津               | 9        | J3      | 6        | 0        | 0      | 0      |          |          |
| 通算   | ブラジル           | ブラジル | セリエD | 5        | 0        | 0      | 0      | 5        | 0        |
| 通算   | 日本               | 日本     | J3      | 6        | 0        | 0      | 0      |          |          |
| 総通算 | 総通算             | 総通算   | 総通算  | 11       | 0        | 0      | 0      | 5        | 0        |